# Theridion bullatum
Theridion bullatum là một loài nhện trong họ Theridiidae.
Loài này thuộc chi Theridion. Theridion bullatum được Albert Tullgren miêu tả năm 1910.